# Afrikai kígyónyakúmadár
Az afrikai kígyónyakúmadár (Anhinga rufa) a madarak (Aves) osztályának szulaalakúak (Suliformes) rendjébe, ezen belül a kígyónyakúmadár-félék (Anhingidae) családjába tartozó faj.

## Rendszerezése
A fajt Francois Marie Daudin francia zoológus írta le 1802-ben, a Plotus nembe Plotus rufus néven.

## Előfordulása
Afrikában a Szaharától délre, valamint Madagaszkár szigetén honos. Természetes élőhelyei a szubtrópusi vagy trópusi síkvidéki esőerdők és mangroveerdők, szikes lagúnák, torkolatok, mocsarak, tavak, folyók és patakok környéke. Állandó, nem vonuló faj.

## Megjelenése
Testhossza 97 centiméter, szárnyfesztávolsága 115-128 centiméter, testtömege 1050-1350 gramm.
|  |  |

## Szaporodása
Fészekalja 3-6 tojásból áll.
|  |

## Természetvédelmi helyzete
Az elterjedési területe rendkívül nagy, egyedszáma ugyan csökken, de még nem éri el a kritikus szintet. A Természetvédelmi Világszövetség Vörös listáján nem fenyegetett fajként szerepel.